# 크리스 패튼

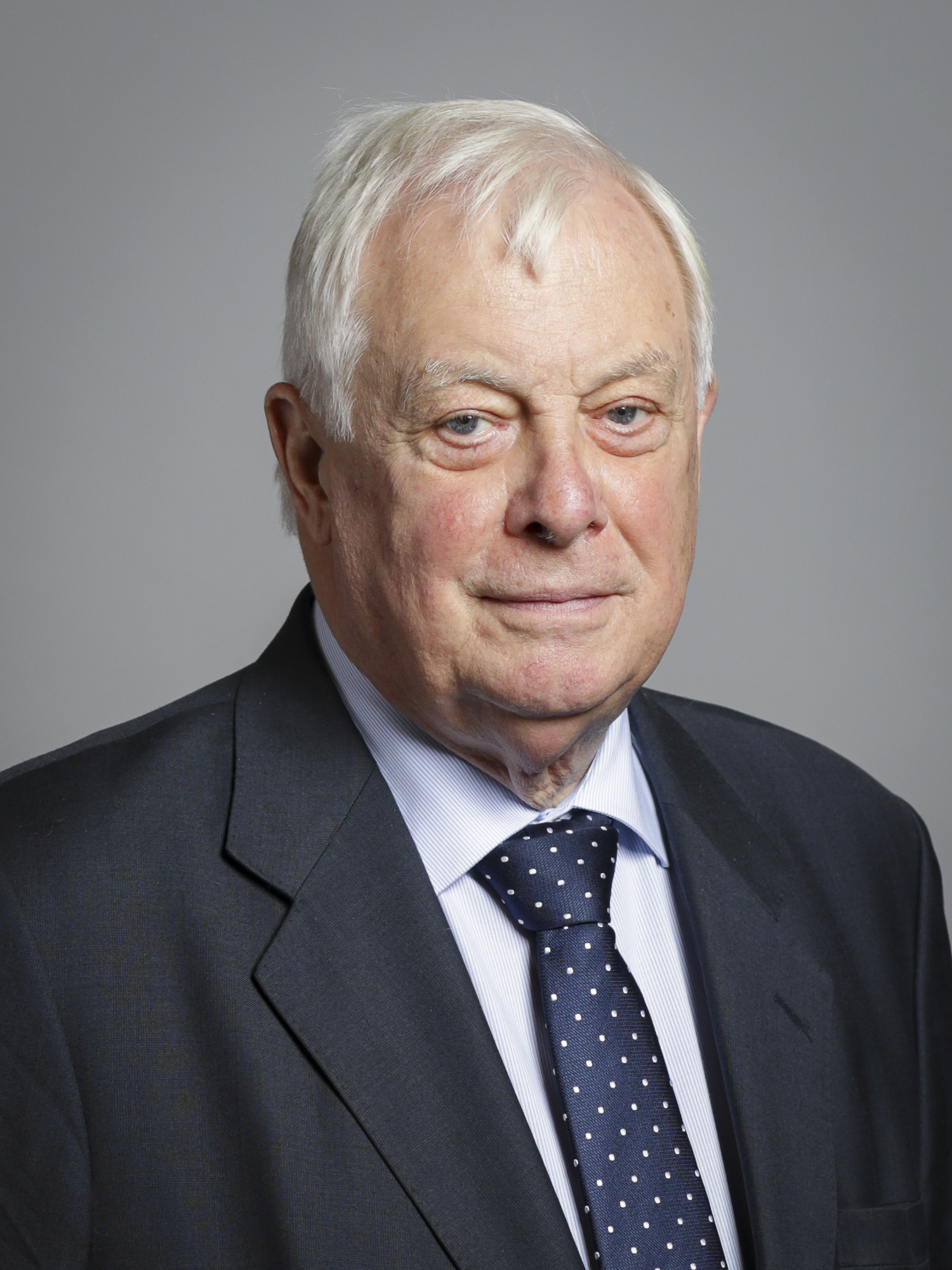
크리스 패튼

바네스의 패튼 남작 크리스토퍼 프랜시스 패튼(영어: Christopher Francis Patten, Baron Patten of Barnes, 중국어: 彭定康, 1944년 5월 12일 ~ )은 영국의 정치인으로 마지막(28대) 홍콩 총독을 지냈다. 이후 유럽 위원회 위원 등을 거쳐 현재는 일대귀족, 영국 귀족원 의원, 뉴캐슬 대학교, 옥스포드 대학교 총장.
1992년 영국 총선 당시 존 메이저 총리와 함께 영국 보수당의 승리를 이끌었으나, 정작 본인은 지역구에서 낙선했다. 더 이상 정치활동을 못 하게 된 상태에서, 마지막 홍콩 총독을 권유받아 홍콩행을 결정했다. 영국은 지나치게 중국과 협조하려는 데이비드 윌슨 전 총독을 연임시킬 생각이 없었다. 홍콩은 이미 중국으로 이양되기로 결정된 상태였다. 그는 홍콩이 중국으로 넘어가더라도 주민들이 안심할 수 있도록 홍콩 헌법(Basic Law)을 개정했다. 그의 개혁은 중국과 친중파의 노골적인 비난을 받았다. 패튼 총독에 대한 반발은 1995년 첫 직선제 총선후 구성된 국회를 강제로 해산하는 등의 강경책으로 이어지기도 했다.
1997년 6월 30일 홍콩은 중화인민공화국으로 이양되었고, 그는 홍콩을 떠났다. 나오려던 눈물을 참아 충혈된 그의 모습과, 깃대에서 내려온 영국 국기를 받은 모습은, 곧 대영제국의 종말을 의미하는 것으로 종종 알려져 있다. 마침내 영국은 홍콩에서 손을 뗐으며, 중국 정부가 선출한 초대 행정장관 둥젠화가 취임한다.
현재는 옥스퍼드 대학교의 총장이다. 최근 중국의 개입 등으로 불거진 홍콩 문제에 대해 그는, "영국이 홍콩 문제에 대해 묵인하고 있다. 지금 당장 중국이 더 개입하지 못하도록 막아야 한다."며 영국 정부를 비판하며 공개적으로 홍콩 시위 지지를 선언했다.
중국어명인 팡딩홍(彭定康)으로 알려져 있으며, 홍콩인들은 그를 Fatty Pang이라고 불렀다.